# Суперкубок Монголії з футболу 2015
Суперкубок Монголії з футболу 2015  — 5-й розіграш турніру. Матч відбувся 1 травня 2016 року між чемпіоном Монголії клубом Ерчім та віце-чемпіоном Монголії клубом Улан-Батор.
| Володар Суперкубка Монголії 2015 |
| -------------------------------- |
|                                  |
| Ерчім П'ятий титул               |

## Матч

### Деталі
| 1 травня 2016 9:00 (EEST) |

| Ерчім                                                   | 6:0 | Улан-Батор |
| ------------------------------------------------------- | --- | ---------- |
| Енхтор 16' 27' Т.Менхбатар 40' М. Тугулдур 57' Шута 79' |     |            |

| Футбольний центр МФФ, Улан-Батор |